# Muskegon Lumberjacks (1984–1992)
Muskegon Lumberjacks byl profesionální americký klub ledního hokeje, který sídlil v Muskegonu ve státě Michigan. V letech 1984–1992 působil v profesionální soutěži International Hockey League. Lumberjacks ve své poslední sezóně v IHL skončily ve finále play-off. Klub byl během své existence farmou Pittsburghu Penguins. Své domácí zápasy odehrával v hale L. C. Walker Arena s kapacitou 4 000 diváků. Klubové barvy byly černá, bílá a žlutá.
Založen byl v roce 1984 po přejmenování týmu Muskegon Mohawks na Muskegon Lumberjacks. Zanikl v roce 1992 přestěhováním do Clevelandu, kde byl vytvořen tým Cleveland Lumberjacks. Jednalo se o dvojnásobného vítěze Turner Cupu (sezóny 1985/86 a 1988/89).

## Úspěchy
- Vítěz Turner Cupu ( 2× )
  - 1985/86, 1988/89

## Přehled ligové účasti
Zdroj: 
- 1984–1992: International Hockey League (Východní divize)